# Sphyraena putnamae
Sphyraena putnamae är en fiskart som beskrevs av Jordan och Seale, 1905. Sphyraena putnamae ingår i släktet Sphyraena och familjen Sphyraenidae. Inga underarter finns listade i Catalogue of Life.